# 미스터 소크라테스
"미스터 소크라테스"(Mr. Socrates)는 2005년 개봉한 대한민국의 영화이다.

## 캐스팅
- 김래원 - 구동혁 역
- 강신일 - 범표 역
- 이종혁 - 신 반장 역
- 윤태영 - 조 변호사 역
- 박성웅 - 한두 역
- 정욱 - 장태춘 역
- 주명철 - 멸치 역
- 허정민 - 구동필 역
- 윤서현 - 박 형사 역
- 김학규 - 오주태 역
- 오현철 - 배재학 역
- 구본웅 - 동혁 친구 역
- 김재록 - 박 검사 역
- 김성현 - 덩치 1 역
- 이우정 - 덩치 2 역
- 김호승 - 덩치 3 역
- 김왕근 - 형사 1 역
- 송승용 - 형사 3 역
- 이갑선 - 형사 4 역
- 최지웅 - 기동대장 역
- 이승진 - 양아치 후보 역
- 임진택 - 음주단속 취객 역
- 이용직 - 고기집 건달 2 역
- 오광록 - 구동혁의 아버지 역 (우정출연)
- 박철민 - 탈옥범 백창규 역 (우정출연)

## 사운드트랙
1. 메인 테마: 운동의 법칙
2. 형사 아무나 하나 (opening) 'Olurum Sana'
3. 친구를 왜 죽여
4. 니들 어디 애들야
5. 느와르 학교 1 : 입학
6. 느와르 학교 2 : 어쿠스틱 테마
7. 느와르 학교 3 : 사랑으로?
8. 느와르 학교 4 : 전기기타 테마
9. 느와르 학교 5 : 야외수업
10. 느와르 학교 6 : 시청각 교육
11. Lust for brother's life
12. 깡패 수사대
13. 회장님의 갤러리
14. Ludacris, Tim Mosley
15. 갈등의 벤다이어그램
16. 그게 정당방위야
17. Tarkan
18. 포장마차 월광
19. 당신은 내 선생
20. 경찰 수사대
21. 결심
22. 교도소의 아버지
23. 도로교통법 위반
24. 미안하다 세상아 (ending credit)
25. 미안하다 세상아 (acoustic version)

## 수상 경력
- 2006년 제29회 황금촬영상 시상식 촬영상 동상(진영환)